# Pimoa wulipoensis
Espèce
Pimoa wulipoensis est une espèce d'araignées aranéomorphes de la famille des Pimoidae.

## Distribution
Cette espèce est endémique de Chongqing en Chine,. Elle se rencontre dans le xian de Wushan.

## Description
Le mâle holotype mesure 3,55 mm.

## Étymologie
Son nom d'espèce, composé de wulipo et du suffixe latin -ensis, « qui vit dans, qui habite », lui a été donné en référence au lieu de sa découverte, Wulipo.

## Publication originale
- Irfan, Wang & Zhang, 2021 : « Two new species of the spider genus Pimoa Chamberlin & Ivie, 1943 (Araneae, Pimoidae) from China. » Acta Arachnologica Sinica, vol. 30, no 2, p. 113-117.